# SN 2007ik
SN 2007ik – supernowa typu Ia odkryta 5 września 2007 roku w galaktyce A223853-0110. W momencie odkrycia miała maksymalną jasność 20,90m.